# Serie di Rénard
La serie di Rénard di ordine k è la successione geometrica iniziante con il numero 1 e in cui il (k+1)-esimo elemento è il numero 10; nella successione l'n-esimo termine differisce dal precedente (n-1)esimo per un fattore pari alla radice k-sima di 10. In termini matematici si può definire come:
{\displaystyle R(i,k)=10^{\frac {i}{k}}}
oppure mediante una definizione ricorsiva come la successione geometrica che inizia per {\displaystyle 1} e che ha ragione {\displaystyle {\sqrt[{k}]{1}}0} :

{\displaystyle {\begin{cases}R(0,k)=1\\R(i+1,k)=R(i,k){\sqrt[{k}]{1}}0\end{cases}}}
dove {\displaystyle R(i,k)} sta per {\displaystyle i}-esimo termine della serie di Rénard di ordine {\displaystyle k}.  Si indica con {\displaystyle Rk} la successione costituita dai valori {\displaystyle R(i,k)}, talvolta indicati anche come {\displaystyle Rk(i)}. Ad esempio {\displaystyle R(0,10)} anche indicato come {\displaystyle R10(0)} è un valore uguale a {\displaystyle 1}, {\displaystyle R(1,10)} anche indicato come {\displaystyle R10(1)} è un valore pari a {\displaystyle 1,25} e così via.
Questa successione ha una importanza particolare in ambito tecnico: alcune serie di Rénard sono da più di un secolo usate per esempio in costruzione di macchine per il dimensionamento geometrico delle macchine, e sono ormai state adottate come standard ISO 3 dal 1952.

## Origini
Già agli albori della rivoluzione industriale si era posto il problema dell'intercambiabilità degli elementi di macchine diverse. Nella prima metà del XX secolo il taylorismo ha reso questa opportunità una necessità. Ad esempio, se in una macchina l'albero ha un diametro di 25 mm e una lunghezza di 630 mm, questo non risulta intercambiabile con uno avente diametro 24 mm e/o lunghezza 620 mm.
Si pone allora il problema di uniformare, per quanto possibile, la scelta delle grandezze (dimensioni, capacità, tensioni eccetera). Il colonnello francese Charles Renard propose attorno al 1870 una successione di numeri preferenziali da usare in congiunzione con il sistema metrico decimale, basato appunto sull'uso di un fattore moltiplicativo del numero {\displaystyle 1} pari ad una certa radice {\displaystyle k}-sima del numero {\displaystyle 10}. Questo sistema, adottato nel 1952 dall'ISO come standard, è appunto quelle che genera ciò che definiamo le serie di Rénard.
La successione, non a caso, è a base {\displaystyle 10}; così facendo le dimensioni D raccomandate saranno  {\displaystyle D=R(i,k)\times 10^{n}}, dove n è un numero naturale (ossia intero maggiore od uguale a zero). Per la stessa ragione, non ha senso definire l'undicesimo valore della successione di ordine k: esso sarebbe uguale a {\displaystyle R(1,k)\times 10}.

## Ragione logica
Per quanto sia esaurientemente spiegato dal punto di vista matematico, occorre osservare che la successione è ottenuta da una semplice progressione geometrica.
Infatti si può facilmente verificare che ogni valore è ottenuto semplicemente dal precedente moltiplicato per un valore costante.
Questo fatto produce la progressione con intervalli fra i valori sempre più grandi, mano a mano che si passa ai valori superiori.
Questo è perfettamente corrispondente con la esigenza di normalizzare in maniera efficace, con una successione molto ristretta di valori, e con un assortimento logicamente scalato, partendo da un valore unitario ad arrivare ad una entità dieci volte più grande.
Le varie successioni ({\displaystyle R5}, {\displaystyle R10}, ...) suddividono con minore o maggiore dettaglio l'intervallo, ma come si vede dai valori che corrispondono, la base di progressione è sempre la stessa.
Ogni tecnologia applicativa ha definito la successione adatta per il proprio ambito.

## Valori numerici
La successione {\displaystyle R5} per esempio è impiegata per la pressione nominale, mentre la successione {\displaystyle R10} è impiegata per il diametro nominale.
| R5  | R10     | R20             | R40                               |
| 10  | 10 12,5 | 10 11,2 12,5 14 | 10 10,6 11,2 11,8 12,5 13,2 14 15 |
| 16  | 16 20   | 16 18 20 22,4   | 16 17 18 19 20 21,2 22,4 23,6     |
| 25  | 25 31,5 | 25 28 31,5 35,5 | 25 26,5 28 30 31,5 33,5 35,5 37,5 |
| 40  | 40 50   | 40 45 50 56     | 40 42,5 45 47,5 50 53 56 60       |
| 63  | 63 80   | 63 71 80 90     | 63 67 71 75 80 85 90 95           |
| 100 | 100     | 100             | 100                               |